# Dominique-Louis-Antoine Klein
Dominique-Louis-Antoine Klein (Blâmont, 24 de Janeiro de 1761 - Paris, 2 de Novembro de 1845) foi um general francês do Primeiro Império que participou nas Guerras revolucionárias francesas e nas Guerras Napoleónicas.
De início membro da guarda das residências de Luís XVI, Klein deixou a carreira militar em 1787. Durante a Revolução Francesa, alistou-se e depressa ascendeu de tenente a brigadeiro-general; participou na invasão francesa da região Sudoeste da Alemanha, em 1796, e fez parte do Exército do Danúbio, em 1799. A sua cavalaria teve um papel importante nas batalhas de Austerlitz e Jena e Auerstadt. No seguimento da campanha da Prússia, retirou-se do serviço activo e entrou para a política onde desempenhou funções administrativas em Paris.
Klein fez parte do senado francês e votou a favor da abdicação de Napoleão em 1814; não participou nos Cem Dias e Luís XVIII nomeou-o Par de França na Segunda Restauração.

## LIgações externas
- (em francês) LEONORE Data Base
- (em inglês) Biografia em Arc de Triomphe